# خانه علی یار سپند آسا
خانه علی یار سپند آسا مربوط به دوره قاجار است و در لار، محله آرد فروشان واقع شده و این اثر در تاریخ ۱۹ مرداد ۱۳۸۴ با شمارهٔ ثبت ۱۲۶۸۷ به‌عنوان یکی از آثار ملی ایران به ثبت رسیده است.